# Cá nóc chuột chấm son
Cá nóc chuột chấm son (danh pháp hai phần: Arothron nigropunctatus) là một loài cá nóc trong họ Tetraodontidae, và có thể được tìm thấy trong các rạn san hô trên khắp Thái Bình Dương và Ấn Độ Dương, trong đó có Việt Nam. Nó đạt tới chiều dài tối đa 33 cm.
Nó có một hình tròn với một cái đầu và mõm vào những thời điểm giống như một con hải cẩu hay một con chó. Nó có một loạt các màu sắc, mặc dù hầu hết thường có màu xanh. Đặc điểm nhận dạng riêng loài này những đốm đen. Nó ăn tảo, san hô, bọt biển, động vật giáp xác và động vật thân mềm.
Giống như hầu hết các loài cá nóc, cá nóc chuột chấm son có độc tố cao, làm cho họ nguy hiểm hoặc thậm chí chết người nếu ăn. Để ngăn chặn kẻ thù tiềm năng, chúng có thể bơm phồng cơ thể của chúng bằng cách hút không khí hoặc nước.